# ナーラーヤン内垣
ナーラーヤン内垣（ナーラーヤンうちがき、Narayan Uchigaki、1924年 - 2012年）は、日本の著作家。

## 著作
- 『仏陀再誕：大聖ラーマクリシュナの生涯』 ヴェーダーンタ文庫
- 『グルへの道』 ヴェーダーンタ文庫
- 『ピュアー文明の到来』 ヴェーダーンタ文庫
- 『光速瞑想』 ヴェーダーンタ文庫
- 『詩集：神笛』 ヴェーダーンタ文庫
- 『スリー・ナーラーヤン内垣全集第一巻：超宗教・神話は幾何学である』
- 『スリー・ナーラーヤン内垣全集第二巻：超宗教・神話は幾何学である』
- 『スリー・ナーラーヤン内垣全集第三巻：21世紀はひびき人間』
- 『スリー・ナーラーヤン内垣全集第四巻：神の面相』
- Transparent Reality （英文書籍：『神の面相』の翻訳書）